# Llorenç Matamala i Piñol
Pour les articles homonymes, voir Llorenç.
Llorenç Matamala i Piñol, né en 1856 à Gràcia (alors commune indépendante de la périphérie de Barcelone)  et mort le 29 juillet 1925 à Barcelone en Catalogne, est un sculpteur catalan. 

## Biographie
Llorenç Matamala i Piñol est l'élève et gendre du sculpteur Joan Flotats, avec qui il travaille aux sculptures du Parc de la Ciutadella. Il étudie à l'École de la Llotja à Barcelone. Collaborateur et ami d'enfance d'Antoni Gaudí, il l'aide pour la Sagrada Familia, où il dirige les équipes de sculpteurs, réalisant de nombreuses œuvres d'après les lignes directrices données par Gaudí. Il est le père de Joan Matamala i Flotats, également sculpteur.

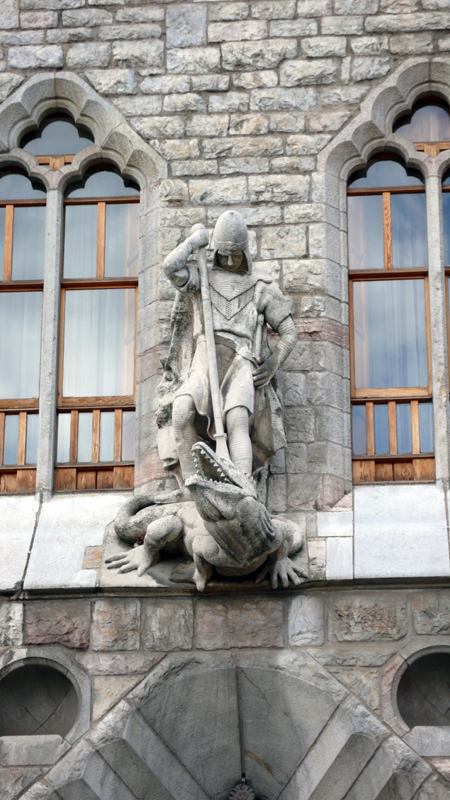
Saint Georges et le dragon, sur la façade de la Casa Botines.

## Œuvres

### Sagrada Familia
- Façade de la Nativité :
Anges aux trompettes,  Jésus travaillant comme charpentier , Jésus prédicant au temple, Le sage et l'Enfant Jésus, la famille de Jesús, Mort des Saints Innocents, La fuite en Égypte (en collaboration avec Carles Mani), Saint Zacharie, San Jean prédicant, Immaculée Conception, Mariage de la Vierge Marie et de Saint Joseph, Couronnement de la Vierge, La barque de Saint Joseph, La présentation de Jésus au temple et la Visitation.
- Portique du Rosaire :
Vierge à l'enfant, Morte du Juste, Tentation de la Femme et Tentation de l'Homme.
- Clocher de la nativité :
Saint Mathias, Saint Judas Tadéus, Saint Simon et Saint Barnabé.

### Casa Botines de León
- Saint Georges et le dragon, sur la façade principale de la Casa Botines à León[1]